# María José Vargas (raquetbolista)
María José Vargas (Santa Cruz de la Sierra, 18 de marzo de 1993) es una jugadora argentina racquetball de origen boliviano.  

## Biografía
Vargas tiene cinco victorias en el Ladies Professional Racquetball Tour (LPRT) y ha terminado entre las 10 primeras seis veces; en cuatro de esas veces estuvo entre las tres primeras y su mejor carrera llegó en 2014-15, cuando ganó el segundo puesto. También es la actual Campeona Sudamericana de Raquetbol en Individuales y Dobles Femeninos.

## Medallero
| Juegos Panamericanos      | Juegos Panamericanos | Juegos Panamericanos |
| Puesto                    | Lugar                | Tipo                 |
| ------------------------- | -------------------- | -------------------- |
| Representando a Bolivia   |                      |                      |
| Medalla de bronce         | 2011 Guadalajara     | Simple               |
| Medalla de bronce         | 2011 Guadalajara     | Dobles               |
| Medalla de plata          | 2019 Lima            | Simples              |
| Medalla de bronce         | 2019 Lima            | Doubles              |
| Representando a Argentina |                      |                      |
| Medalla de plata          | 2015 Toronto         | Simples              |
| Medalla de bronce         | 2015 Toronto         | Doubles              |
| Mundiales                 |                      |                      |
| Medalla de bronce         | 2018 San José        | Simple               |
| Medalla de bronce         | 2014 Burlington      | Simple               |
| Campeonatos Panamericanos |                      |                      |
| Medalla de plata          | 2019 Barranquilla    | Simple               |
| Medalla de bronce         | 2015 Santo Domingo   | Simple               |
| Medalla de plata          | 2015 Santo Domingo   | Dobles               |
| Medalla de oro            | 2014 Santa Cruz      | Simple               |
| Medalla de plata          | 2014 Santa Cruz      | Dobles               |
| Juegos Sudamericanos      |                      |                      |
| Medalla de oro            | 2018 Cochabamba      | Simple               |
| Medalla de oro            | 2015 2018 Cochabamba | Dobles               |
| Medalla de plata          | 2018 Cochabamba      | Equipo               |

## 2006-2012 - Primeros años y jugando para Bolivia
Vargas jugó en el Campeonato Mundial Juvenil de la Federación Internacional de Raquetbol (IRF) como jugadora juvenil, representando a Bolivia. Ganó Girls U12 en el Campeonato Mundial Juvenil de la IRF de 2006 en Tempe, Arizona, derrotando a Devon Pimentelli de Estados Unidos. Fue semifinalista en Girls U14 en 2007 en World Juniors en Cochabamba, Bolivia, donde perdió ante Aubrey O'brien de Estados Unidos, 15-6, 14-15, 11-2.
Vargas y Yasmine Sabja ganaron el bronce en Dobles Femeninos Sub-16 del Campeonato Mundial Juvenil 2008 en Tempe, Arizona.
Vargas perdió en los cuartos de final de Girls U16 en 2009 World Juniors en Santo Domingo, República Dominicana ante Aubrey O'brien de los EE. UU., 15-4, 15-12. También en Santo Domingo, Vargas jugó dobles con Yasmine Sabja, y fueron subcampeonas en Dobles U18 ante las estadounidenses O'brien y Danielle Key, 13-15, 15-8, 11-0.
A los 17 años, Vargas fue seleccionada para jugar en el Campeonato Mundial de 2010 en Seúl, Corea del Sur, que fue su primera aparición en el Mundial. Derrotó a la japonesa Estuko Noda, 15-5, 3-15, 11-10, para llegar a los cuartos de final, donde perdió ante la veterana estadounidense Cheryl Gudinas, 15-9, 15-7. Vargas también jugó dobles en Seúl con Jenny Daza, y perdió ante las japonesas Naomi Wakimoto y Toshiko Sakamoto, 15-12, 15-2, en cuartos de final. En la competencia por equipos, Bolivia perdió ante Corea del Sur en los cuartos de final. 
Vargas ganó Girls U16 en World Juniors en 2010, cuando derrotó a la estadounidense Kelani Bailey en la final, 15-11, 12-15, 11-6. También ganó Dobles Sub-16 con Masiel Rivera, ya que derrotaron a Courtney Chisholm y Devon Pimentelli de los Estados Unidos en la final, 15-9, 15-9.
En 2011, en el Campeonato Mundial Juvenil en Santo Domingo, República Dominicana, Vargas perdió en la final Femenina Sub-18 Individual, 4-15, 15-7, 11-4, ante la canadiense Frédérique Lambert . Pero sí ganó Dobles Femeninos U18 ese año con Adriana Riveros derrotando a las mexicanas Sofia Rascon y Elena Robles, 15-11, 15-5.
Vargas jugó para Bolivia en los Juegos Panamericanos 2011 en Guadalajara, México, donde fue medallista de bronce tanto en el evento individual femenino como en el equipo femenino. En individuales, venció a la canadiense Frédérique Lambert, 15-11, 15-8, en los octavos de final, y a su compañera Jenny Daza en los cuartos de final, 15-6, 15-13, antes de perder en las semifinales ante la Rhonda Rajsich de Estados Unidos, 15-6, 15-7. En el evento por equipos, Bolivia venció a Chile en los cuartos de final, pero perdió ante Estados Unidos en las semifinales. 
Vargas jugó individual femenino en el Campeonato Panamericano 2012 en Temuco, Chile, donde perdió en los octavos de final ante Cristina Amaya de Colombia, 15-3, 15-2.
La segunda aparición de Vargas en el Mundial fue en el Campeonato Mundial de 2012 en Santo Domingo, República Dominicana, donde jugó individual femenino y el evento por equipos femenino. Vargas derrotó a la dominicana Claudine García, 15-14, 15-6, en los dieciseisavos de final y luego perdió ante la mexicana Paola Longoria, 15-9, 15-3, en los octavos de final. En el evento por equipos femeninos, Bolivia perdió en Colombia, 2-1, en los octavos de final. 
En su último año como juvenil, Vargas ganó el Campeonato Mundial Juvenil de Racquetball Femenino de 2012 en Los Ángeles, California, donde derrotó a su compañera de equipo boliviana Adriana Riveros en la final, 15-10, 15-5. Vargas y Riveros se unieron para ganar Dobles Femeninos Sub-18.
En 2012, Vargas comenzó a jugar en el Ladies Professional Racquetball Tour (LPRT). Llegó a las semifinales en Reseda, Los Ángeles en abril de 2013, que fue solo su quinto torneo. Perdió esa semifinal ante Paola Longoria, 11-3, 11-3, 11-8, pero ese resultado la ayudó a terminar la temporada LPRT como la décima jugadora clasificada, su primer top 10 en la gira. En diciembre de 2013, Vargas fue nombrado Novata del Año de LPRT.

## 2014-2016 - Jugando para Argentina
Vargas regresó a la competencia internacional en 2014, pero ahora jugaba para Argentina. El primer torneo de Vargas para su país adoptivo fue el Campeonato Panamericano 2014 en Santa Cruz, Bolivia, su tierra natal. En Santa Cruz, jugó tanto en individuales femeninos como en dobles femeninos. En individuales, venció a Veronica Sotomayor de Ecuador en cuartos de final, 15-13, 15-1, y a Samantha Salas en semifinales, 15-7, 8-15, 11-2, para llegar a su primera final internacional. Vargas ganó la final al derrotar a la mexicana Susana Acosta, 15-4, 15-8. En dobles, ella y Véronique Guillemette vencieron a las excompañeras de equipo de Vargas Jenny Daza y Carola Loma de Bolivia, 15-8, 15-10, en los cuartos de final. Luego, en las semifinales, vencieron a María Paz Muñoz y Verónica Sotomayor de Ecuador, 6-15, 15-11, 11-9. Perdieron la final ante las mexicanas Acosta y Samantha Salas, 10-15, 15-8, 11-7.
Con la victoria en Santa Cruz, Vargas se convirtió en el primer jugador, hombre o mujer, que representa a Argentina en ganar el oro en los Campeonatos Panamericanos. 
En el Campeonato Mundial de 2014 en Burlington, Ontario, Vargas alcanzó las semifinales al derrotar a Gabriela Martínez de Guatemala, 15-5, 15-5, en los octavos de final, y a la canadiense Christine Richardson, 15-6, 15-1, en los cuartos de final. En las semifinales perdió ante la mexicana Paola Longoria, 15-5, 15-9, por lo que fue medallista de bronce. En el Mundial, Vargas volvió a jugar dobles femeninos con Véronique Guillemette. Perdieron ante las chilenas Ángela Grisar y Carla Muñoz, 8-15, 15-3, 11-8, en cuartos de final. 
La temporada LPRT 2014-15 fue la mejor de Vargas hasta la fecha. A principios de la temporada, llegó a la final del Campeonato Abierto de Racquetball de los Estados Unidos, el mayor evento de raquetbol profesional, por primera vez, pero perdió ante Paola Longoria en la final, 11-5, 11-3, 11-8. También estuvo en la final de dobles de LPRT, en pareja con Rhonda Rajsich, pero perdió ante Longoria y Veronica Sotomayor. 
En diciembre de 2014, siguió esa actuación con una victoria en el Clásico de Navidad LPRT 2014 en Arlington, Virginia, donde venció a Rajsich en la final, 5-11, 11-7, 11-7, 13-11. Ella derrotó a Alexandra Herrera en las semifinales, 11-7, 11-1, 11-1, y a Michelle Key en los cuartos de final, 11-4, 11-0, 11-5. 
El segundo título de la gira LPRT de Vargas llegó más tarde en la temporada 2014-15, cuando venció a Frédérique Lambert, 7-11, 11-6, 11-7, 11-3, en la final del Abierto de Nueva Jersey 2015. Venció a Rhonda Rajsich en semifinales, 11-4, 2-11, 11-9, 11-4, y a Susana Acosta en cuartos de final, 3-11, 11-5, 11-5, 11-2. En general, Vargas estuvo en 9 finales, ganando dos veces, en la temporada LPRT 2014-15, y como resultado terminó la temporada # 2, un récord personal. 
Subió al podio dos veces en el Campeonato Panamericano de 2015 en Santo Domingo, República Dominicana . Volvió a ser medallista de plata en Dobles Femeninos con Véronique Guillemette, perdiendo la final ante las mexicanas Paola Longoria y Samantha Salas, 15-4, 15-13. En individuales femeninos, Vargas fue medallista de bronce, perdiendo las semifinales ante Longoria, 15-3, 15-8.
En los Juegos Panamericanos 2015 en Toronto, Vargas ganó dos medallas de plata: en individuales femeninas y dobles femeninas con Véronique Guillemette. En la final de individuales, Vargas perdió ante Paola Longoria de México, 15-12, 15-9, y en la final de dobles, Vargas y Guillemette perdieron ante Longoria y Samantha Salas, 15-3, 15-4. En el evento por equipos femeninos, Vargas y Guillemette perdieron en los cuartos de final ante las canadienses Frédérique Lambert y Jennifer Saunders . Sin embargo, las medallas de Vargas fueron las primeras medallas de plata de los Juegos Panamericanos ganadas por un jugador argentino de racquetball. 

## 2017-presente - Se reanuda la carrera
Vargas tuvo un hijo en 2016, por lo que no jugó en la temporada LPRT 2016-17. Regresó al LPRT después de 17 meses en el US Open 2017, cuando perdió ante Rhonda Rajsich en los octavos de final, 11-3, 11-4, 11-4. Ese fue el único torneo que Vargas jugó en 2017, pero jugó la mayoría de los eventos LPRT en 2018, incluido el Peachtree Open 2018, que ganó en marzo de 2018. Fue su tercera victoria en LPRT. Estaba en la final con Frédérique Lambert, y Lambert tuvo que perder el partido. Sin embargo, fue una victoria impresionante, ya que Vargas fue cabeza de serie 16, por lo que para llegar a la final, tuvo que vencer a la cabeza de serie Jessica Parrilla, 11-8, 11-9, 11-8, en los octavos de final. la cabeza de serie Adriana Riveros, 11-1, 5-11, 11-4, 11-9, en los cuartos de final, y la cuarta cabeza de serie Alexandra Herrera, 11-8, 11-3, 11-3, en las semifinales. La victoria ayudó a Vargas a terminar noveno al final de la temporada LPRT 2017-18. Fue su quinta vez en la temporada que terminó entre los 10 primeros. 
Regresó a la competencia internacional en marzo de 2018 en el Campeonato Panamericano de 2018 en Temuco, Chile . Pero en el regreso de Vargas perdió en los cuartos de final tanto de individuales como de dobles aunque ante los eventuales campeones. En singles femeninos, perdió ante la estadounidense Rhonda Rajsich, 15-10, 15-5. En Dobles Femeninos, ella y Natalia Méndez perdieron ante las mexicanas Paola Longoria y Alexandra Herrera, 15-14, 15-6.
Vargas fue triple medallista de oro en los Juegos Sudamericanos 2018 en Cochabamba, Bolivia . En Individual Femenino, derrotó a la chilena Carla Muñoz, 15-5, 13-15, 11-5, en las semifinales, y a la boliviana Yasmine Sabja, 15-4, 15-6. En Dobles Femenino, Vargas y Natalia Méndez vencieron a las bolivianas Stefanny Barrios y Jenny Daza, en la final de dobles, 15-11, 15-10. También derrotaron a Bolivia en la competencia por equipos femeninos. 
En el Campeonato Mundial 2018 en San José, Costa Rica, Vargas jugó individuales y dobles para Argentina . En Individual Femenino, llegó a semifinales con una victoria sobre la boliviana Yasmine Sabja, su excompañera de dobles desde la juvenil, 15-2, 15-7. Vargas perdió la semifinal ante la mexicana Paola Longoria, 6-15, 15-2, 11-7. Jugó Dobles Femeninos con Natalia Méndez, y perdieron en cuartos de final ante las guatemaltecas Gabriela Martínez y María Renee Rodríguez, 15-2, 15-8. 
Vargas ganó su cuarto título LPRT en marzo de 2019, cuando superó a Samantha Salas en la final del torneo Open Bolivia American Iris en Cochabamba, Bolivia, ganando 11-8, 10-12, 11-13, 11-3, 11-9. . Esa fue la única final en la que estuvo durante la temporada LPRT 2018-19, pero llegó a cuatro semifinales y terminó la temporada LPRT en el tercer lugar. 
En el Campeonato Panamericano de 2019 en Barranquilla, Colombia, Vargas fue finalista en Individual Femenino, ya que venció a la veterana estadounidense Rhonda Rajsich en los cuartos de final, 15-4, 15-8, y a su compañera de equipo en Argentina Natalia Méndez, 15-9. 14-15, 11-7, en semifinales. En la final, Vargas perdió ante la mexicana Paola Longoria, 15-7, 15-2. En Dobles Femeninos, Vargas y Méndez vencieron a las chilenas Carla Muñoz y Josefa Parada, 15-7, 15-8, en octavos de final, pero perdieron en cuartos de final ante Longoria y Samantha Salas de México, 15-7, 15-6. . 
Vargas jugó en los Juegos Panamericanos de 2019 en Lima, Perú, que fueron sus 3er Juegos Panamericanos. Fue finalista en Singles femeninos . Venció a la estadounidense Kelani Lawrence, 15-9, 15-13, en los cuartos de final, y a su antigua compañera de equipo boliviana Adriana Riveros, que ahora representaba a Colombia, 15-8, 15-9, en las semifinales. Vargas perdió ante la mexicana Paola Longoria, 15-7, 15-9, en la final. En Dobles Femeninos, ella y Natalia Méndez vencieron a las canadienses Frédérique Lambert y Jennifer Saunders, 15-9, 15-9, en los cuartos de final, pero perdieron ante las guatemaltecas Gabriela Martínez y María Renee Rodríguez en las semifinales, 15-9, 10- 15, 11-1. Luego, en el evento del Equipo Femenino, Vargas y Méndez fueron subcampeones de México. Así, Vargas se llevó a casa tres medallas, dos de plata y una de bronce, de Lima. 
En la temporada 2018-19 LPRT, Vargas estuvo en cuatro finales, ganando una vez. Derrotó a Paola Longoria en septiembre de 2018 en el torneo LPRT By The Beach en Virginia Beach, Virginia, ganando 7-15, 15-12, 11-4, en la final para su quinta victoria en la gira.

## Resumen de la carrera
Vargas ha ganado 5 torneos en el Ladies Professional Racquetball Tour y nunca ha dejado de estar entre las 10 primeras en las seis temporadas que ha jugado. A nivel internacional, Vargas jugó cuatro veces para su natal Bolivia, ganando dos medallas, y ha jugado 9 veces para Argentina, ganando 13 medallas, siendo destacable su medalla de oro en individuales femeninas en el Campeonato Panamericano 2014. 

### Historial de carrera
Esta tabla enumera los resultados de Vargas en eventos anuales. 
| Evento                    | 2012 | 2013      | 2014 | 2015 | 2016 | 2017 | 2018 | 2019 |
| Abierto de Estados Unidos | 32   | dieciséis | F    | SF   | -    | 32   | 32   | F    |
| Rango LPRT                | 10   | 3         | 2    | 3    | -    | 9    | 3    | -    |

- Lista de jugadores de racquetball